# Encino

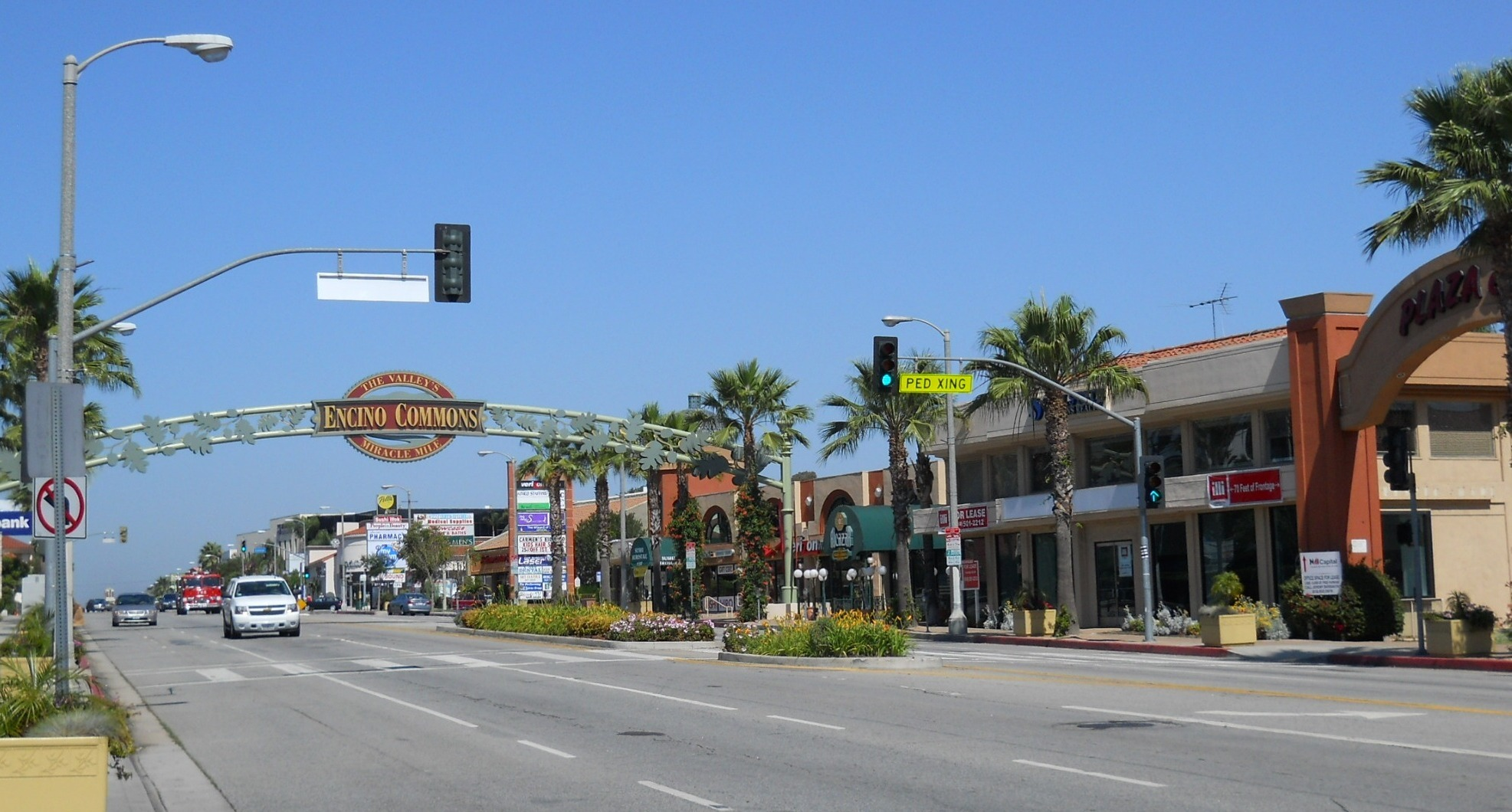
Geschäftsviertel in Encino

Encino ist ein Stadtteil von Los Angeles im US-Bundesstaat Kalifornien. Er liegt im Norden der Stadt Los Angeles im zentralen Teil des südlichen San Fernando Valleys.

## Geografie
Encino grenzt im Westen an Tarzana, im Norden an das Sepulveda Basin, im Osten an Sherman Oaks und im Süden an Brentwood. Die Grenzen des Stadtteils sind ungefähr der Mulholland Drive im Süden, die Lindley Avenue im Westen, der San Diego Freeway im Osten. Große Straßen sind Ventura Boulevard, Magnolia Boulevard und Burbank Boulevard sowie Balboa Boulevard und Hayvenhurst Avenue.

## Daten
Im Jahre 2000 lebten in Encino 40.946 Einwohner, mit einer Bevölkerungsdichte von 1.493 Einwohnern pro Quadratkilometer. Damals waren 18,3 % der Einwohner unter 18 und 20,1 % über 64 Jahre alt.

## Attraktionen
- Das Encino Velodrome ist eine Radrennbahn, die seit 1965 existiert.
- Die Encino Movie Ranch der RKO Filmproduktionsgesellschaft gehörte von den 1920er Jahren an zum Ortsbild und wurde u. a. vom Burbank Boulevard und der Louise Avenue umrahmt.[2] Auf dem 36 Hektar großen Außen-Studiogelände wurden etliche Hollywoodfilme wie z. B. der als erster Western mit einem Oscar prämierte Film Pioniere des wilden Westens von 1931 oder Der Glöckner von Notre Dame gedreht. Im Jahr 1946 wurde dieses Studiogelände auch für die Außenaufnahmen des Filmklassikers Ist das Leben nicht schön? verwendet und ist wohl der bekannteste Film, der auf der Encino Movie-Ranch hergestellt wurde.[3] Für diesen Film wurde auf dem Encino-Gelände die fiktive Stadt Bedford Falls errichtet. Sie nahm eine Fläche von ca. 16.000 Quadratmetern ein. Neben der Hauptstraße, wurden 75 Geschäfte in die Kulisse eingebaut. Ein Industrie- und Slum-Viertel gehörte ebenfalls dazu. Die Encino Movie-Ranch wurde 1953 von der RKO verkauft und wich dann 1954 einer neuen Wohnsiedlung. Viele der Bäume, welche für Bedford Falls gepflanzt wurden, existieren immer noch und stehen jetzt im Lake Balboa Park gleich nebenan.[3]

## Persönlichkeiten

### Söhne und Töchter der Stadt
- Michael Milken (* 1946), Finanzier und Investmentbanker
- Dennis Holmes (* 1950), Schauspieler
- Jim Boelsen (* 1951), Schauspieler
- Berkeley Breathed (* 1957), Cartoonist und Kinderbuchautor
- Gary Meek (* 1961), Jazzmusiker
- Sheila Cornell-Douty (* 1962), Softballspielerin
- Michael Landon Jr. (* 1964), Schauspieler, Filmregisseur, -produzent, Drehbuchautor und Schriftsteller
- Teddy Newton (* 1964), Animator, Regisseur und Schauspieler
- Stephen Manley (* 1965), Schauspieler und Synchronsprecher
- James Patrick Stuart (* 1968), Schauspieler und Synchronsprecher
- Robby Kiger (* 1973), Schauspieler und Kinderdarsteller
- Joshua Rudoy (* 1975), Schauspieler und Kinderdarsteller
- Benji Gregory (1978–2024), Schauspieler
- Bryce Taylor (* 1986), Basketballspieler
- Daren Kagasoff (* 1987), Schauspieler

### Persönlichkeiten mit Bezug zur Stadt
- Jayne Meadows (1919–2015), Schauspielerin; lebte in Encino
- Sally Ride (1951–2012), 1. US-Astronautin im All
- Steve Vai (* 1960), Gitarrist/Gitarrenvirtuose
- Lisa Kudrow (* 1963), Schauspielerin
- Wes Borland (* 1975), Gitarrist (Limp Bizkit/Black Light Burns)